# خايمي غونزاليس
خايمي غونزاليس (بالإسبانية: Jaime González)‏ (15 أبريل 1977 سان أنطونيو الولايات المتحدة - ) هو لاعب كرة قدم تشيلي، يلعب كمهاجم.

## وصلات خارجية
- خايمي غونزاليس على موقع قاعدة بيانات كرة القدم.إي يو (الإنجليزية)
- خايمي غونزاليس على موقع عالم كرة القدم.نت (الإنجليزية)